# Chadwick Boseman
Chadwick Aaron Boseman, conegut simplement com a Chadwick Boseman   (Anderson, 29 de novembre de 1976 - Los Angeles, 28 d'agost de 2020), va ser un actor i productor de cinema estatunidenc, destacat per interpretar personatges històrics com ara Jackie Robinson a 42 (2013), James Brown a Get on Up (2014) i Thurgood Marshall a Marshall (2017). També va fer de Pantera Negra a l'Univers Cinematogràfic de Marvel, més notablement a Black Panther (2018), Captain America: Civil War (2016), Avengers: Infinity War (2018) i Avengers: Endgame (2019). A més, va actuar a 21 Bridges (2019) i Da 5 Bloods (2020). Va morir a 43 anys, a causa d'un càncer colorectal diagnosticat quatre anys abans.

## Biografia

### Infantesa i formació
Boseman va néixer i es va criar a Anderson (Carolina del Sud), fill de Carolyn i Leroy Boseman, ambdós afroamericans. Segons Boseman, un test d'ADN va indicar que els seus ancestres eren krios de Sierra Leone, iorubes de Nigèria i limbas de Sierra Leone. La seva mare era infermera i el seu pare treballava en una fàbrica textil i administrava un negoci de tapisseria. Boseman es va graduar de l'institut el 1995. El seu penúltim curs va escriure una obra, Crossroads, i la va interpretar a l'escola després que un company de classe fos disparat i mort.
Boseman va anar a la Universitat de Howard a Washington DC, d'on va graduar el 2000 en direcció. Phylicia Rashad, una de les seves professores, en va esdevenir la mentora. El va ajudar a recaptar fons perquè Boseman i alguns altres companys de classe poguessin assistir a un curs d'estiu de la British American Drama Academy a Londres, on havien estat acceptats.
Boseman volia escriure i dirigir i va començar a estudiar interpretació per saber com tractar els actors. Quan la tornar als EUA es va graduar de l'Acadèmia de Cinema Digital, a la ciutat de Nova York.
Va viure a Brooklyn al principi de la seva carrera. Va treballar com a instructor de drama a Harlem (Nova York). El 2008 es va traslladar a Los Angeles per perseguir una carrera interpretativa.

### Carrera cinematogràfica

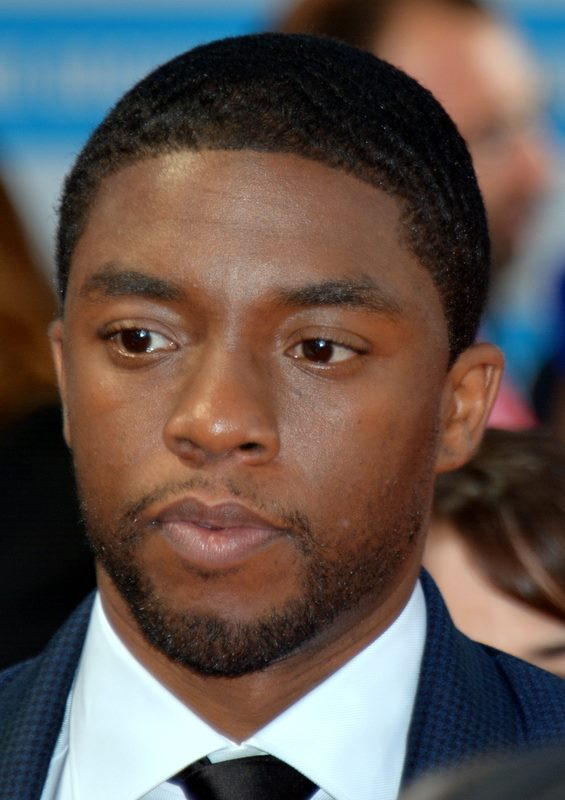
Boseman al Festival de Cinema de Deauville el setembre de 2014.

Va aconseguir el seu primer paper a la televisió el 2003, en un episodi de Third Watch. Aquell mateix any, Boseman va interpretar Reggie Montgomery al fulletó All My Children, però va dir que havia sigut acomiadat per queixar-se dels estereotips racistes del guió; el paper el va assumir Michael B. Jordan, que coincidiria amb Boseman a Black Panther. Entre els seus primers treballs hi ha episodis de Law & Order, CSI: NY i ER. També va continuar escrivint guions d'obres de teatre; el seu guió Deep Azure es va representar al Congo Square Theatre Company a Chicago. El 2008 va interpretar un personatge recurrent a la sèrie de televisió Lincoln Heights i va aparèixer per primer cop al cinema amb The Express: The Ernie Davis Story. El 2010 va aconseguir un paper regular en una altra sèrie de televisió, Persons Unknown.
Boseman va tenir el seu primer paper protagonista a la pel·lícula 42 (2013), on interpretava el pioner i estrella del beisbol Jackie Robinson. Havia estat dirigit una obra a l'East Village quan va fer-ne l'audició i estava considerant deixar la interpretació per centrar-se en dirigir a temps complet. El director Brian Helgeland havia considerat uns 25 altres actors per al paper però li agradava la valentia de Boseman i el va seleccionar després de dues audicions. El 2013, Boseman també va aparèixer a la pel·lícula indie The Kill Hole, que es va estrenar als cinemes unes setmanes abans que 42.
El 2014 va actuar a Draft Day, on interpretava un candidat al draft de l'NFL, amb Kevin Costner. Aquell mateix any va fer de James Brown a Get on Up. El 2016 va interpretar la deïtat de la mitologia egípcia Thot a Gods of Egypt.
El 2016 va començar a interpretar el personatge de Marvel Comics T'Challa / Black Panther a Captain America: Civil War, la primera de les cinc previstes en el seu contracte amb Marvel. Va protagonitzar Black Panther el 2018, que se centrava en el personatge i el seu país, Wakanda (Àfrica) La pel·lícula va ser de les més taquilleres de l'any als Estats Units. Va reprendre el paper a Avengers: Infinity War (2018) i Avengers: Endgame (2019). Ambdós van ser les dues més taquilleres de l'any en què es van estrenar, amb Endgame esdevenint la més taquillers de tots els temps. Aquell mateix any 2019, va aparèixer a 21 Bridges, un thriller d'acció dirigit per Brian Kirk i on interpretava un detectiu del NYPD que tanca els 21 ponts de Manhattan per trobar dos presumptes assassins de policia.
El 2019 es va anunciar que actuaria a la pel·lícula de guerra de Netflix Da 5 Bloods, dirigida per Spike Lee. Es va estrenar el 12 de juny de 2020.

### Mort
El 2016 va ser diagnosticat amb un càncer colorectal en fase III, que va avançar a fase IV abans del 2020. No n'havia parlat públicament. Durant el tractament (cirurgies múltiples i quimioteràpia) va continuar treballant i va completar el rodatge de diverses pel·lícules, incloent-hi Marshall, Da 5 Bloods, Ma Rainey's Black Bottom, entre d'altres.
Va morir a casa seva a Los Angeles el 28 d'agost de 2020 a causa de complicacions relacionades amb el càncer colorectal, acompanyat de la seva esposa i família.

## Filmografia

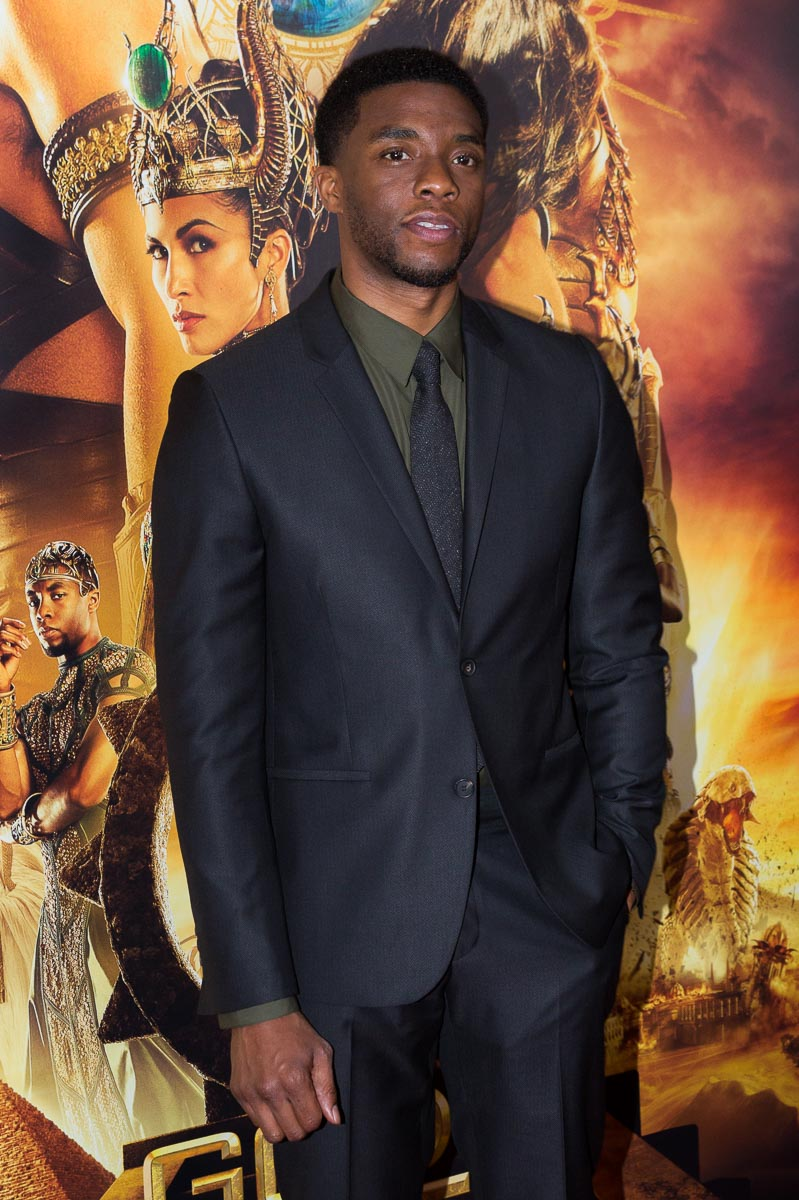
Boseman durant la premiere de Gods of Egypt.

### Cinema
| Any  | Títol                              | Paper                                | Director            | Notes                    | Ref.   |
| ---- | ---------------------------------- | ------------------------------------ | ------------------- | ------------------------ | ------ |
| 2008 | The Express: The Ernie Davis Story | Floyd Little                         | Gary Fleder         |                          | [ 12 ] |
| 2012 | The Kill Hole                      | Tinent Samuel Drake                  | Mischa Webley       |                          | [ 13 ] |
| 2013 | 42                                 | Jackie Robinson                      | Brian Helgeland     |                          | [ 12 ] |
| 2014 | Draft Day                          | Vontae Mack                          | Ivan Reitman        |                          | [ 14 ] |
| 2014 | Get on Up                          | James Brown                          | Tate Taylor         |                          | [ 12 ] |
| 2016 | Gods of Egypt                      | Thot                                 | Alex Proyas         |                          | [ 15 ] |
| 2016 | Captain America: Civil War         | T'Challa / Black Panther             | Anthony i Joe Russo |                          | [ 16 ] |
| 2016 | Message from the King              | Jacob King                           | Fabrice Du Welz     | També productor executiu | [ 17 ] |
| 2017 | Marshall                           | Thurgood Marshall                    | Reginald Hudlin     | També co-productor       | [ 18 ] |
| 2018 | Black Panther                      | T'Challa / Black Panther             | Ryan Coogler        |                          | [ 19 ] |
| 2018 | Avengers: Infinity War             | T'Challa / Black Panther             | Anthony i Joe Russo |                          | [ 20 ] |
| 2019 | Avengers: Endgame                  | T'Challa / Black Panther             | Anthony i Joe Russo |                          | [ 21 ] |
| 2019 | 21 Bridges                         | Andre Davis                          | Brian Kirk          | També productor          | [ 22 ] |
| 2020 | Da 5 Bloods                        | Norman Earl «Stormin' Norm» Holloway | Spike Lee           |                          | [ 23 ] |
| 2020 | Ma Rainey's Black Bottom           | Levee                                | George C. Wolfe     | Estrena pòstuma          | [ 24 ] |

### Televisió
| Any       | Títol               | Paper                                | Notes                               | Ref.          |
| --------- | ------------------- | ------------------------------------ | ----------------------------------- | ------------- |
| 2003      | All My Children     | Reggie Porter                        | Paper recurrent                     | [ 25 ]        |
| 2003      | Third Watch         | David Wafer                          | Episodi: «In Lieu of Johnson»       | [ 26 ]        |
| 2004      | Law & Order         | Foster Keyes                         | Episodi: «Can I Get a Witness?»     | [ 26 ]        |
| 2006      | CSI: NY             | Rondo                                | Episodi: «Heroes»                   | [ 27 ]        |
| 2008      | ER                  | Derek Taylor                         | Episodi: «Oh, Brother»              | [ 26 ]        |
| 2008      | Cold Case           | Dexter Collins                       | Episodi: «Street Money»             | [ 26 ]        |
| 2008–2009 | Lincoln Heights     | Nathaniel «Nate» Ray                 | 9 episodis                          | [ 28 ]        |
| 2009      | Lie to Me           | Cabe McNeil                          | Episodi: «Truth or Consequences»    | [ 29 ]        |
| 2010      | Persons Unknown     | Sergent McNair                       | 13 episodis                         | [ 27 ]        |
| 2010      | The Glades          | Michael Richmond                     | Episodi: «Honey»                    | [ 30 ] [ 31 ] |
| 2011      | Castle              | Chuck Russell                        | Episodi: «Poof, You're Dead»        | [ 27 ]        |
| 2011      | Fringe              | Mark Little / Cameron James          | Episodi: «Subject 9»                | [ 32 ]        |
| 2011      | Detroit 1-8-7       | Tommy Westin                         | Episodi: «Beaten/Cover Letter»      | [ 33 ]        |
| 2011      | Justified           | Ralph Beeman                         | Episodi: «For Blood or Money»       | [ 27 ]        |
| 2018      | Saturday Night Live | Ell mateix                           | Episodi: «Chadwick Boseman/Cardi B» | [ 34 ]        |
| 2021      | What If...?         | T'Challa / Black Panther / Star-Lord | Doblatge anglès, estrena pòstuma    | [ 35 ]        |

## Premis i nominacions
| Any  | Premi                                  | Categoria                                                                    | Treball                    | Resultat  | Ref.   |
| ---- | -------------------------------------- | ---------------------------------------------------------------------------- | -------------------------- | --------- | ------ |
| 2017 | Premis Saturn                          | Millor personatge secundari                                                  | Captain America: Civil War | Nominat   | [ 36 ] |
| 2018 | Premis MTV Movie & TV                  | Millor interpretació en una pel·lícula                                       | Black Panther              | Guanyador | [ 37 ] |
| 2018 | Premis MTV Movie & TV                  | Millor heroi                                                                 | Black Panther              | Guanyador | [ 37 ] |
| 2018 | Premis MTV Movie & TV                  | Millor baralla (Black Panther contra M'Baku)                                 | Black Panther              | Nominat   | [ 37 ] |
| 2018 | Premis MTV Movie & TV                  | Millor equip en pantalla (amb Lupita Nyong'o, Letitia Wright i Danai Gurira) | Black Panther              | Nominat   | [ 37 ] |
| 2018 | Premis Saturn                          | Millor actor                                                                 | Black Panther              | Nominat   | [ 38 ] |
| 2019 | Premis del Sindicat d'Actors de Cinema | Millor actuació del repartiment en una pel·lícula                            | Black Panther              | Guanyador | [ 39 ] |
| 2019 | Premis NAACP Image                     | Millor actor de pel·lícula                                                   | Black Panther              | Guanyador | [ 40 ] |
| 2019 | Premis NAACP Image                     | Millor artista de l'any                                                      | Millor artista de l'any    | Nominat   | [ 40 ] |
| 2020 | Premis NAACP Image                     | Millor actor de pel·lícula                                                   | 21 Bridges                 | Nominat   | [ 41 ] |

## Vida personal
Boseman es va criar com un cristià i va ser batejat. Boseman formava part del cor de l'església i del grup de joves i el seu antic pastor va dir que encara mantenia la fe. Boseman va dir que havia pregat per ser Black Panther abans que fos seleccionat com el personatge del Marvel Cinematic Universe.
Era vegetarià.
Es va comprometre amb la cantant Taylor Simone Ledward el 2019 i es van casar.